# Asociación Internacional de Puertos y Terminales
La Asociación Internacional de Puertos y Terminales (en inglés: International Association of Ports and Harbors; IAPH), llamada también Asociación Internacional de Puertos y Muelles y Asociación Internacional de Puertos y Bahías, es una asociación comercial que agrupa a los puertos marítimos principales de todo el mundo.

## Descripción
La asociación, con sede principal en Tokio, Japón, fue fundada en 1955 y cuenta entre sus afiliados con 180 puertos marítimos, unos 140 negocios relacionados con la industria portuaria y numerosas entidades nacionales en 90 países. El total de sus miembros conforman el 60 % del comercio marítimo mundial y cerca del 80 % del transporte de contenedores.
Debido al poder económico de sus afiliados, algunos de ellos siendo los puertos más grandes del mundo, la IAPH sostiene facultades de coordinación y resolución en las políticas de comercio marítimo y las relaciones interportuarias. Tanto es así, que la asociación mantiene un estatus consultivo con seis agencias de la ONU (incluidas IMO, UNCTAD y WCO). Este carácter consultivo permite que la IAPH sea el representante en los foros internacionales de los directores y administradores de los grandes puertos, donde tiene como objetivo aumentar y proteger sus intereses ante las diferentes industrias y sectores.